# Петре Шендел
Петре Шендел е български хайдутин от XIX век.

## Биография
Ангел Бараков е роден в прилепското село Кривогащани, тогава в Османската империя, днес в Северна Македония. По време на църковната борба убива гъркоманския свещеник в Кривогащани, след което става хайдутин. Хайдутува 10 години. Самоубива се в бащината си воденица, за да не бъде заловен от турските власти.